# ブレケケ・ソフトウェア
ブレケケ･ソフトウェア（Brekeke Software, Inc）は、アメリカ合衆国カリフォルニア州サンマテオに本社を置く、SIP対応ソフトウェア開発会社。株式会社日本ブレケケは、日本の関連会社。

## 概要
2002年に、サンフランシスコ・ベイエリアに会社設立。企業向けSIP対応ソフトウェアを取り扱っており、さまざまな企業・電気通信事業者向けのソフトウェアを販売している。
キャッチフレーズは "SIP Platform For Your Business Success"

## 沿革
- 2002年 - ブレケケ・ソフトウェアとして設立。
- 2003年 - OnDO SIP Server (SIP プロキシ/レジストラ サーバ) をリリース。
- 2004年 - OnDO PBX (SIP IP-PBX) をリリース。
- 2004年 - OnDO SIP Server の個人利用、教育利用に無料版を配布開始。
- 2007年 - Brekeke SIP Server, Brekeke PBXをリリース。

## 社名の由来
"Brekeke (ブレケケ)"の社名は、ハンガリー語で蛙の鳴き声を表したもの。日本でいう、「ケロケロ」にあたる。

## 製品
- Brekeke SIP Server - SIP プロキシ・レジストラ　サーバ
- Brekeke PBX - SIP IP-PBX
- Brekeke JTAPI SDK - SIP SDK

## リファレンス
- IT Pro 記事.
- BNET 記事.